# Nicolas Toinard
Nicolas Toinard ou Thoynard, né le 31 mars 1628 à Orléans, baptisé le 5 mars 1629 en l’église Saint-Pierre-Lentin, et mort le 5 janvier 1706 à Paris, est un philologue et numismate français.

## Biographie
Fils de Nicolas Thoynard, seigneur de Villan-Blin, président et lieutenant-général au bailliage d’Orléans, et d’Anne de Beauharnais, Nicolas Toinard a fait de sérieuses études, apprenant le latin, le grec, l’hébreu, l’espagnol et le portugais, ainsi que les mathématiques et la physique, de l’histoire, et en particulier à la connaissance des médailles.
Après avoir eu un moment, à la fin de ses études, l’intention de succéder à la charge de son père, il a pris les degrés de bachelier et de licencié ès lois, pour faire plaisir à sa famille mais, bientôt désenchanté par le droit qui n’avait aucun attrait pour lui, il s’est consacré entièrement à l’étude de l’antiquité sacrée et profane. 
Monté à Paris, en 1652, il a vu le philologue érudit Denis Pétau, deux mois avant sa mort. S’étant lié d’amitié avec le bibliophile érudit Émery Bigot, ces deux savants se sont communiqué mutuellement le fruit de leurs études (1655). Tous deux assistaient aux réunions qui avaient lieu chez bibliothécaire et érudit Jacques Dupuy, qui avait la charge de garde de la Bibliothèque du Roi.
En 1661, il a accompagné en Espagne, et peut-être aussi en Hollande, le professeur de droit à Orléans, Guillaume Prousteau (d), avec lequel il a conservé des relations très suivies jusqu’à sa mort. En 1666, il suit au Portugal César d'Estrées, et reste dix-huit mois à Lisbonne, où il s’est lié avec l’ambassadeur de France, Melchior de Héron de Saint-Romain, et plusieurs autres Français, dont MM. Desgranges, depuis consul à Lisbonne, de Massiac, de Sainte-Colombe, Gravier, de Cohon, avec lesquels il est longtemps resté en correspondance.
Parti en Angleterre, vers la fin de 1667, il a couru des dangers pendant la traversée, et s’est longtemps ressenti des fatigues de ce voyage. À son retour en France, il a passé quelques mois à Orléans avant de retourner à Paris en août 1668.
Son sujet d’études de prédilection étant l’Écriture sainte et la chronologie, il avait déjà mis sous presse, chez André Cramoisy, son Harmonie de l’Écriture sainte, dont il a envoyé les épreuves à Émery Bigot. À la même époque, il songeait à faire imprimer son ouvrage à Amsterdam, chez l’illustre typographe Daniel Elsevier, et, quelque temps après, ce dernier étant venu à Paris, Thoinard lui a remis plusieurs feuilles de son Harmonie qu’Elsevier allait mettre sous presse lorsqu’il est mort, en 1680. Il en a envoyé plusieurs épreuves à ses amis, parmi lesquels John Locke. Le texte n’a été publié qu’en 1707, à titre posthume, sous le titre Evangeliorum harmonia Græco-Latina comme le rapporte, en 1708, l’historien ecclésiastique protestant Jean Le Clerc.
C'est pendant son séjour à Paris, entre 1677 et 1679, qu’il rencontre, aux réunions du cercle de Justel, le philosophe empirique anglais John Locke, dont il résultera une correspondance assidue de 1678 à 1704. Outre Locke, Toinard correspondait avec nombre de gens de lettres, parmi lesquels l’abbé Hautefeuille, Bernard de La Monnoye, le physicien Thévenot, l’abbé Renaudot, l’abbé Gendron (d), auquel Toinard a consacré une notice, les frères Périer, neveux de Pascal, etc. À l’étranger, l’astronome danois Rømer, le philologue allemand Johann Georg Grævius, le cardinal Noris, un des ecclésiastiques les plus savants d’Italie, lui écrivent de nombreuses lettres, et Leibniz l’appelle « un savant du premier rang ».
Étudiant la mécanique, il a inventé diverses espèces de mousquets et formé le projet de construire un vaisseau à deux quilles. Il a également trouvé un procédé pour conserver les navires et cherché le moyen de rendre potable l’eau de mer. Ses rapports avec Rømer, et avec divers marins, montrent combien il s’intéressait vivement à la navigation et à l’astronomie.
À l’occasion de l’impression de ses ouvrages, il s’est occupé de typographie. Voulant introduire des changements et des améliorations, il voulait se servir de ligatures, ajouter sept lettres à l’alphabet, faire tirer deux formes à la fois, concevant même l’idée des formes solides qui seraient employées longtemps après lui sous le nom de stéréotypes. Il est allé jusqu’à communiquer ses idées sur ce sujet à Locke et en parler à Daniel Elsevier.
Ponctuellement sollicité par le « petit concile » de Bossuet pour ses qualités d’habile chronologiste, il a pris part, à partir de 1678, aux activités d'un cercle visant à entraver la critique rationaliste de la Bible entreprise par le savant exégète Richard Simon, dont l’Histoire critique de l'Ancien Testament, avait tant excité les oppositions, particulièrement celle de Bossuet, qui l’accusait de favoriser le socinianisme. Il attaque frontalement Simon en l’accusant, dans un article publié dans le Journal de Trévoux, d’avoir reproduit presque en entier une dissertation de l'abbé de Longuerue. Nicolas Barat (en) a fait justice de cette absurde accusation de plagiat et rétabli la paternité des passages en cause grâce à la chronologie des textes montrant que le plagiat est dû à Longuerue, dans un article inséré dans la Bibliothèque critique du 24 mars 1706.
Entretemps, bien qu’il n’ait encore rien publié, sa réputation se répandait de jour en jour, et ses relations s’étendaient de plus en plus. Mabillon, Du Cange, Huet, Lenain de Tillemont, Longuerue, communiquaient avec lui. En même temps, il se livre avec succès à l’étude des médailles, et se lie avec les plus célèbres numismates de son temps, Vaillant, Morell, Jobert, Rigord, Nicaise, Oudinet, comme avec les amateurs les plus distingués, De Camps, Begon et François Dron (d). S’étant enfin décidé à publier ses travaux, il a mis au jour, en 1689, deux dissertations latines, l’une sur deux médailles de Trajan et de Caracalla et sur une médaille de Galba ; l’autre mémoire concernant l’empereur Commode, dont il a établi l’âge à l’aide des médailles. Ce dernier opuscule date de 1690. Cette même année, il a publié à Paris de savantes notes sur le traité de Lactance De mortibus persecutorum, notes en latin adressées à Guillaume Prousteau.
En 1693, il a donné, sous le pseudonyme d’« abbé Albigeois », la Discussion des remarques du Père Bouhours, jésuite, sur la langue françoise, ouvrage défendant ou condamnant plusieurs passages de la version du Nouveau Testament connue sous le titre de « traduction de Mons », que le Père jésuite Rivière d’Orléans, a vigoureusement attaqué dans son Apologie de M. Arnauld et du Père Bouhours contre l’auteur déguisé sous le nom de l’abbé Albigeois. Le Frand Arnauld a produit un opuscule sur le même sujet dans Règles pour discerner les bonnes et mauvaises critiques des traductions de l’Écriture en françois, pour ce qui regarde la langue. Toinard a accepté les critiques d’Arnauld mais s’est plaint du mémoire du Père Rivière au chancelier Boucherat en lui demandant réparation d’honneur. Ses amis ayant obtenu qu’il ne donne pas suite à cette affaire et même qu’il supprime une partie des exemplaires de son ouvrage, il a fait graver des planches de médailles samaritaines qu’il destinait à un ouvrage particulier sur les Hérodiades.
En 1691, Jean Le Clerc rapporte dans le tome XXI de la Bibliothèque universelle et historique que Nicolas Toinard est un numismate célèbre à Paris et qu’ayant montré trois médailles Samaritaines à des Pères de la Société de Jésus en leur faisant part de ses idées sur ces médailles opposées à celles de Joseph Juste Scaliger, ceux-ci en parlèrent au P. Hardouin qui a publié ces pensées dans une Lettre Latine en s’en attribuant la paternité. Toimard a soutenu de longues querelles avec le Père Hardouin, le controversiste le plus paradoxal qui se soit jamais produit dans le domaine de l’érudition.
Cet érudit si prodigue de ses connaissances, en rapport avec tous les savants, antiquaires, écrivains, philosophes, et consulté par les plus illustres personnages de son siècle, a failli ne rien laisser après lui, puisque l’ouvrage auquel il avait consacré toute son existence n’a pas été publié de son vivant. Il avait consacré toute sa vie à son œuvre capitale, l’Evangeliorum harmonia Græco-Latina (Harmonie des Évangiles), qu’il avait mis sous presse chez André Cramoisy dès 1669, et dont il envoyait les épreuves à ses amis. En 1681, il avait fait parvenir une collection des feuilles harmoniques des Rois et des Paralipomènes à Locke, qui lui avait prodigué ses encouragements. La mort de Daniel Elsevier ayant rompu les négociations avec cet éditeur pour l’impression du livre, Toinard a fait imprimer l’Harmonie des Machabées en 4 feuilles tirées à 25 ou 30 exemplaires, à Amsterdam chez Hendrik Wetstein, en 1686. Ce dernier désirait également se charger de l’Harmonie des Évangiles, mais l’auteur ne voulait pas accepter ses propositions, préférant faire des tentatives, à chaque assemblée du clergé, de 1685 à 1700, pour obtenir, soit l’impression de son grand ouvrage, soit une pension.
À sa mort, Toinard a laissé des fonds pour l’impression de son Harmonie, qui n’a été publiée qu’en 1707, par le chanoine de Chartres, Julien Fleury, chez André Cramoisy. Ce dernier en a fait une traduction française en 1716. Il a sombré dans l’oubli, à la différence de Richard Simon, aujourd’hui reconnu comme le « père de l'exégèse moderne », qu’il avait inconsidérément tenté de museler.
Il a été inhumé, le lendemain de sa mort, à Saint-Sulpice, sa paroisse.

## Publications
- (la) Notæ in nummum rabbinicum, Paris, André Cramoisy, 1685, 3 p., in-4º (OCLC 930261834).
- (la) In Lactantium De Mortibus persecutorum : notæ, Paris, Arnolphe Seneuze, 1690, 114 p. (OCLC 771874427).
- (la) De Commodi imperatoris aetate in nummis inscripta, dissertatio Nicolai Toinardi, Paris, 1690.
- Discussion de la suite des Remarques nouvelles du P. Bouhours sur la langue françoise, pour défendre ou pour condamner plusieurs passages de la Version du Nouveau Testament de Mons, Et principalement ce que le P. Bouhours y a appris, Lucas, Paris, 1693.
- Difficultez proposées au Révérend Père Bouhours de la Compagnie de Jésus, sur sa traduction françoise des quatre évangélistes, Amsterdam, Adrian Braakman, 1696, 154-99 p., 2 parties en 1 vol. in-12 (OCLC 911001711, lire en ligne sur Gallica).
- Phénomène littéraire, causé par la ressemblance des pensées de deux auteurs, touchant les antiquités des Caldéens et des Égyptiens ; où l’on voit la fausseté du grand nombre d’années que quelques écrivains, soit anciens ou modernes, donnent aux observations célestes prétendues faites par ces deux nations, André Cramoisy, Paris, 1705.
- (la) Evangeliorum harmonia Græco-Latina, Paris, 1707.
- Harmonie, ou Concorde évangélique contenant la vie de Notre-Seigneur Jésus-Christ selon les quatre évangélistes, suivant la méthode et avec les notes de feu M. Toinard, Paris, Jean-Baptiste Lamesle, 1716, xx-324, in-8º (OCLC 1176787344, bpt6k10429690).